# جاك لوسيان
جاك لوسيان (بالإنجليزية: Jack Lucien)‏ هو عازف بيانو بريطاني، ولد في 19 يوليو 1988.